# Cantonul Soustons
Cantonul Soustons este un canton din arondismentul Dax, departamentul Landes, regiunea Aquitania, Franța.

## Comune
| Comune                  | Populație (1999) | Cod poștal | Cod INSEE |
| ----------------------- | ---------------- | ---------- | --------- |
| Angresse                | 1 383            | 40150      | 40004     |
| Azur                    | 523              | 40140      | 40021     |
| Magescq                 | 1 653            | 40140      | 40168     |
| Messanges               | 919              | 40660      | 40181     |
| Moliets-et-Maa          | 818              | 40660      | 40187     |
| Saint-Geours-de-Maremne | 1 986            | 40230      | 40261     |
| Seignosse               | 2 955            | 40510      | 40296     |
| Soorts-Hossegor         | 3 629            | 40150      | 40304     |
| Soustons                | 6 941            | 40140      | 40310     |
| Tosse                   | 2 142            | 40230      | 40317     |
| Vieux-Boucau-les-Bains  | 1 591            | 40480      | 40328     |